# Bautismo de Cristo (Perugino, Città della Pieve)

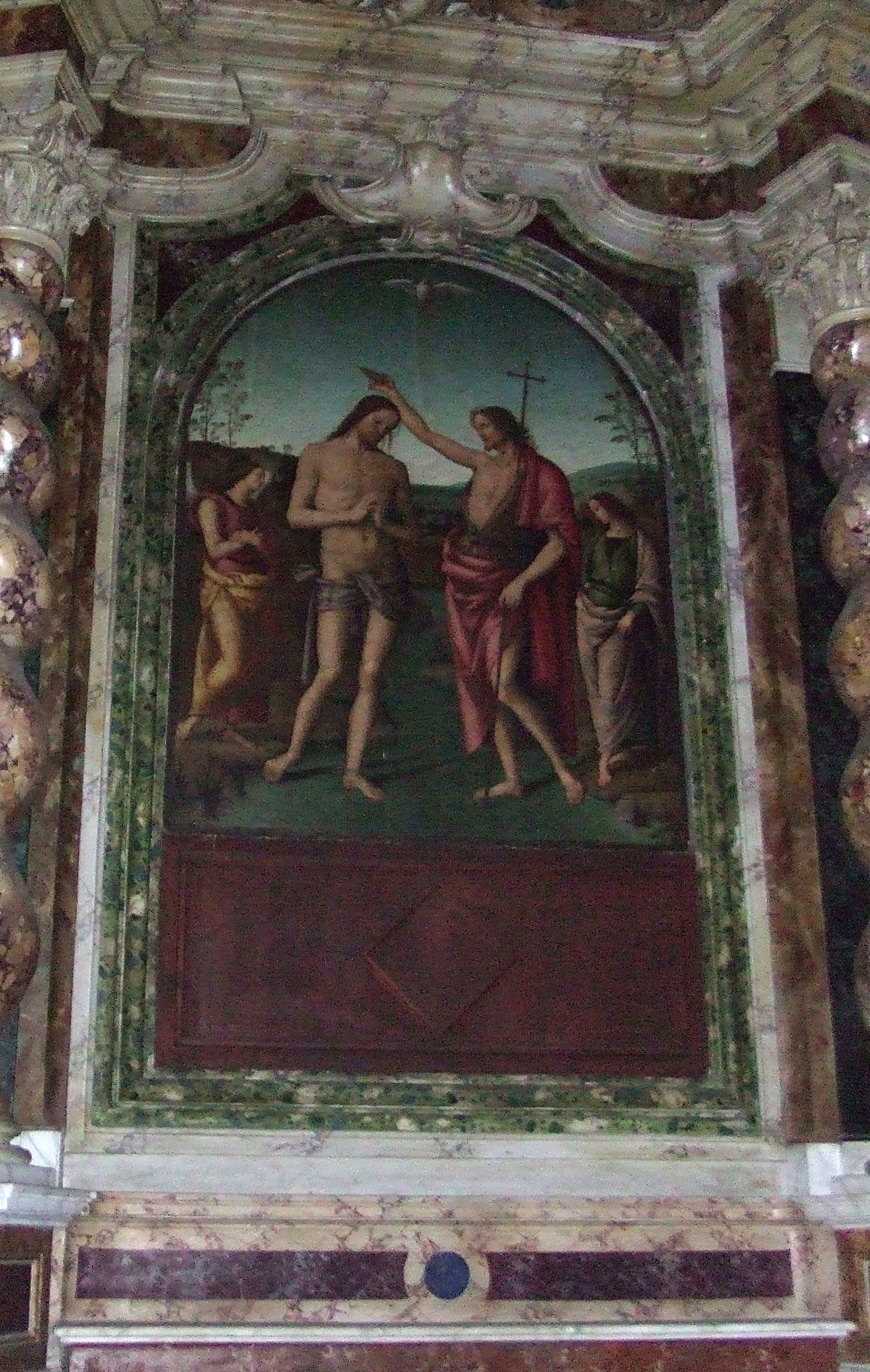
La pintura in situ.

El bautismo de Cristo es una pintura c.1510 del bautismo de Cristo de Pietro Perugino. La realizó para la capilla de San Juan Bautista en la Concatedral de Città della Pieve, donde todavía se encuentra. No muestra el rostro de Dios el Padre lo que es inusual para una representación de este tema. Se le agregó un marco de mármol multicolor en el período barroco y en otra pared de la capilla hay una copia del autorretrato de Perugino. 
Fue restaurada en 1821 por Colarieti Tosti, en 1962 por Giovanni Mancini y finalmente en 2010. No se ha mantenido en las mejores condiciones ambientales y la madera ha comenzado a agrietarse y los colores a levantarse y desprenderse.